# Al-Ansar Sporting Club
L'Al Ansar Sporting Club (in arabo نادي الأنصار الرياضي‎?), meglio noto come Ansar, è una società calcistica libanese con sede nella città di Beirut, nel distretto di Tariq El Jdideh.
Fondato nel 1951, il club vinse il suo primo campionato nel 1988, inaugurando una striscia di vittorie da record nel calcio mondiale, con 11 titoli di fila vinti in altrettante stagioni. L'Ansar ha vinto il maggior numero di campionati libanesi (14) e di Coppe del Libano (15) rispetto a qualsiasi altro club. Il supporto del club arriva in maggioranza dalla comunità sunnita; il club è stato finanziato da Rafic Hariri fino al 2005. Nabil Badr è presidente e patrocinatore del club dal 2012.

## Storia
Nel 1948 un gruppo di giovani di Beirut istituì il primo consiglio di amministrazione del club, guidato da Mustafa Al-Shami. Solo tre anni dopo Misbah Dougan, allora capo del consiglio di amministrazione, richiese formalmente una licenza ufficiale per il club, che consentisse al sodalizio di giocare a calcio in tutti i territori libanesi. Il nome della squadra trae origine dalla parola araba "ansar", che significa "vittoria". Il club avrebbe dovuto chiamarsi "Al-Intisar", tuttavia un club con quel nome era già presente e Mustafa Al-Shami propose "Ansar" in ricordo degli "Ansar" (sostenitori) del Profeta Maometto.
Inizialmente l'Ansar era conosciuto come una squadra del Monte Libano, piuttosto che una squadra di Beirut. Poiché la città di Beirut aveva già troppi club, la federcalcio libanese ha deciso di trasferire Ansar a Ghobeiry. Nel 1965 l'Ansar si trasferì a Beirut e vincendo la Seconda Divisione libanese 1965-66 fu promosso nella Prima Divisione per la stagione successiva.

## Palmarès

### Competizioni nazionali
- Campionato libanese: 14 (record)

1987-1988, 1989-1990, 1990-1991, 1991-1992, 1992-1993, 1993-1994, 1994-1995, 1995-1996, 1996-1997, 1997-1998, 1998-1999, 2005-2006, 2006-2007, 2020-2021
- Coppa del Libano: 16 (record)

1988-1989, 1990-1991, 1991-1992, 1992-1993, 1994-1995, 1995-1996, 1996-1997, 1999-2000, 2002-2003, 2006-2007, 2007-2008, 2010-2011, 2012-2013, 2017-2018, 2020-2021, 2023-2024
- Supercoppa del Libano: 5

1996, 1997, 1998, 1999, 2012
- Coppa d'Élite libanese: 2

1997, 2000
- Coppa della Federazione libanese: 2 (record)

1999, 2000
- Seconda Divisione: 1

1966-1967

### Altri piazzamenti
- Campionato libanese:

Secondo posto: 1999-2000, 2004-2005, 2007-2008, 2014-2015, 2018-2019, 2023-2024
- Coppa del Libano:

Finalista: 1985-1986, 1996-1997, 2000-2001, 2018-2019
- Coppa d'Élite libanese:

Finalista: 1995-1996, 1997-1998, 2004-2005, 2007-2008, 2009-2010, 2015-2016, 2018-2019, 2021-2022
- Supercoppa di Libano:

Finalista: 2024

## Tifoseria

### Gemellaggi e rivalità
Sebbene le radici del club si trovino nella comunità sunnita di Beirut, il sostegno di Ansar proviene da tutte le aree e religioni in Libano. Il club è stato associato alla famiglia Hariri dai primi anni '90 fino al 2005. Nel 2018, in seguito all'introduzione di gruppi ultras in Libano, fu formato "Ultras Ansari 18".
Il derby di Beirut con il Nejmeh è storicamente la partita più attesa in Libano: entrambi situati a Beirut, il Nejmeh e l'Ansar hanno condiviso la maggior parte dei titoli nazionali. Mentre il Nejmeh ha avuto più successo in Asia, Ansar detiene il maggior numero di campionati e FA Cup libanesi.

## Organico

### Rosa
Rosa aggiornata al 14 marzo 2022.
| N. |                      | Ruolo | Calciatore                 |
| -- | -------------------- | ----- | -------------------------- |
| 1  | Libano (bandiera)    | P     | Hadi Kanj                  |
| 2  | Libano (bandiera)    | D     | Hussein El Dor             |
| 3  | Libano (bandiera)    | D     | Mootaz Jounaidi (capitano) |
| 4  | Libano (bandiera)    | D     | Anas Abu Saleh             |
| 5  | Libano (bandiera)    | D     | Nassar Nassar              |
| 7  | Libano (bandiera)    | D     | Hassan Hammoud             |
| 8  | Libano (bandiera)    | C     | Ghazi Honeineh             |
| 9  | Senegal (bandiera)   | A     | El Hadji Malick Tall       |
| 10 | Libano (bandiera)    | A     | Abbas Ali Atwi             |
| 11 | Libano (bandiera)    | P     | Hussein Awada              |
| 13 | Libano (bandiera)    | P     | Rabih Al Kakhi             |
| 14 | Palestina (bandiera) | C     | Mohamad Kassem             |
| 15 | Libano (bandiera)    | D     | Hamza Ali                  |
| 16 | Libano (bandiera)    | D     | Hassan "Shibriko" Chaitou  |
| 17 | Libano (bandiera)    | A     | Alaaedin El Baba           |
| 18 | Libano (bandiera)    | A     | Ali Hourani                |

| N. |                    | Ruolo | Calciatore           |
| -- | ------------------ | ----- | -------------------- |
| 19 | Libano (bandiera)  | A     | Hassan Fadel         |
| 20 | Libano (bandiera)  | A     | Hassan "Moni" Chaito |
| 21 | Libano (bandiera)  | D     | Abdallah Taleb       |
| 23 | Guinea (bandiera)  | D     | Aboubacar Leo Camara |
| 24 | Tunisia (bandiera) | C     | Houssem Louati       |
| 30 | Libano (bandiera)  | D     | Hassan Bittar        |
| 69 | Libano (bandiera)  | C     | Bilal Najdi          |
| 70 | Libano (bandiera)  | A     | Daniel Abou Fakher   |
| 77 | Libano (bandiera)  | A     | Youssef Anbar        |
| 79 | Libano (bandiera)  | A     | Kassem Al Shoum      |
| 92 | Libano (bandiera)  | A     | Soony Saad           |
| 99 | Libano (bandiera)  | A     | Moussa Tawil         |
|    | Libano (bandiera)  | P     | Hassan Hussein       |
|    | Libano (bandiera)  | P     | Mahdi Mzanar         |
|    | Libano (bandiera)  | D     | Adam Al Sayyed       |